# Bartolomé Leonardo de Argensola
Bartolomé Leonardo de Argensola (Barbastro 1562 - Saragosse 1631) est un écrivain espagnol.

## Biographie
Après avoir été chanoine de l'église métropolitaine de Saragosse, puis chapelain de l'impératrice Marie d'Autriche, et enfin recteur de Villa-Hermosa, il succéda à son frère Lupercio dans le titre d'historiographe d'Aragon, et continua les Annales d'Aragon de Jerónimo Zurita. Il publia lui-même en 1609 une Histoire de la conquête des Moluques. C'est ici qu'il rapporte que les Espagnols ont appelé des enfants blancs nés de parents noirs en Nouvelle-Guinée, des Albiños. Cette mention est considérée comme le premier rapport du terme, bien avant son utilisation par Balthazar Telles.
Bartolomé Leonardo de Argensola cultiva aussi la poésie avec succès.